# Adesmia confusa
Adesmia confusa (Ulibarri, 1986) è una pianta appartenente alla famiglia  delle Fabacee (o Leguminose), endemica del Cile.

## Descrizione
Si tratta di un arbusto sempreverde che raggiunge un'altezza massima di 1,5 m, possiede dei rami verde-brillanti che terminano con alcune spine. Le foglie sono lunghe circa 2 centimetri, pieghevoli e a forma ovale. Questa pianta è ermafrodita con i fiori gialli raccolti in infiorescenze. Il frutto è coperto da lunghi peli.

## Distribuzione e habitat
L'areale di questa specie è ristretto al Cile centrale.
Preferisce i luoghi soleggiati e di montagna.